# Jean-Louis Le Moigne
Pour les articles homonymes, voir Le Moigne.
Jean-Louis Le Moigne, né le 22 mars 1931 à Casablanca et mort le 16 novembre 2022 à Paris, est un spécialiste français de la systémique et de l'épistémologie constructiviste.
Ses domaines de recherche théorique privilégiés sont les sciences des systèmes, l'ingénierie, l'intelligence artificielle. Sa thématique parcourt les sujets de l'organisation, de l'information, de la décision. Au niveau humain, la cognition et la communication sont au cœur de ses intérêts. Globalement, on peut le qualifier, aux côtés d'Edgar Morin, comme un chercheur des sciences du complexe.
Jean-Louis Le Moigne a développé l'épistémologie constructiviste à travers son ouvrage en trois tomes Le Constructivisme et les épistémologies constructivistes. Il fut d'abord ingénieur, puis professeur des universités.

## Biographie
Jean-Louis Le Moigne est né le 22 mars 1931 à Casablanca: il est l'aîné d'une fratrie de quatre enfants.
Son père, Émile Yves Le Moigne, était ingénieur, installé au Maroc pendant quelques années pour la réalisation d'un barrage hydraulique, inauguré après 1940. Émile était lui-même le fils d'un officier de gendarmerie, d'origine paysanne et bretonne, qui avait bénéficié de la promotion sociale qu'autorisaient les institutions de la troisième république après la guerre de 1870. Émile Le Moigne suivit sa scolarité au Prytanée national militaire avant d'intégrer l'École navale et de faire la guerre de 1914-1918 en tant que jeune officier de marine. Sa santé l'obligea à se reconvertir dans le civil : l'armée lui paya une scolarité à Supélec, et c'est en tant qu'ingénieur électricien qu'il fut appelé à contribuer à l'industrialisation électrique du Maroc.

### Découverte de la métropole et enfance à Paris
En 1933, la crise économique pousse Émile Le Moigne à rentrer en France métropolitaine, où il poursuit sa carrière d'ingénieur à la Compagnie parisienne de distribution d'électricité (qui fut plus tard absorbée par EDF) avant de la terminer à Saint-Gobain — où il devient spécialiste des questions d'hygiène et de sécurité. De retour du Maroc, Jean-Louis commence à séjourner chaque été sur la terre de ses racines familiales bretonnes (la famille Le Moigne y fera construire une maison après la mort de son grand-père maternel en 1935), avant de retourner à la rentrée au domicile parisien, non loin de la place Clichy. Il fait toute sa scolarité à Paris : d'abord à l'école communale de la rue de Florence à Paris, puis au lycée Chaptal — situé dans le quartier de l'Europe, certes bourgeois, mais proche d'autres quartiers plus excentrés qui à l'époque étaient encore bien plus populaires qu'aujourd'hui, et rendaient donc Chaptal socialement plus diversifié que d'autres grands lycées parisiens. Cet établissement dispense un enseignement austère dans la droite lignée des conceptions héritières de Jules Ferry — et il y poursuit ses études jusqu'en taupe. En somme, il connait à Paris une enfance sans problèmes familiaux ni difficultés scolaires, mais marquée toutefois par une santé fragile, ce qui lui vaut de redoubler sa classe de Mathématiques spéciales et de n'intégrer l'École centrale Paris qu'à l'âge de vingt-et-un ans (comme 5/2), en septembre 1952.

### Scolarité à l'École centrale de Paris et premiers travaux
De 1952 à 1956, le jeune élève-ingénieur centralien (promotion 1955) se passionne pour ses études — dont il attend beaucoup —, mais en se gardant bien de focaliser son attention sur des questions qui seraient exclusivement techniques. On peut résumer sa volonté d'aller au-delà de ce que l'on demande normalement à tout centralien qui s'honore, par un triple engagement hors de la stricte scolarité à l'ECP : un engagement citoyen (c'est l'époque du gouvernement de Pierre Mendès France), un engagement pédagogique et un engagement scientifique. Déjà convaincu à l'époque de la nécessité pour les hommes de s'interroger en permanence sur le sens de ce qu'ils font et, partant, de transformer récursivement leurs actions, il regrette bien souvent le peu de sens critique et de réflexion approfondie concernant le système d'enseignement français. Par exemple, on voit émerger dans son esprit une interrogation qui le faisait encore réfléchir des années plus tard : pourquoi, dans nos écoles d'ingénieurs, n'enseigne-t-on pas les sciences « appliquées » plutôt que les sciences de l'ingénieur (ou de l'ingénierie) ? Prépare-t-on convenablement les ingénieurs de demain en abordant aussi peu ce qui fera l'essentiel de leur quotidien dans la vie active, à savoir la conception de projets complexes en situations complexes pour laquelle l'application des sciences dures (dites « fondamentales ») n'a généralement qu'une utilité secondaire ? Il eut bien souvent l'occasion de s'exprimer sur des questions pédagogiques en général, car il a déjà le goût de l'écriture et de l'engagement : il put notamment exercer — et aiguiser ! — ses talents dans le bulletin des élèves de l'ECP (« bourdonnements ») dont il fut quelque temps le rédacteur en chef.
Cet engagement lui vaut aussi sa première publication « sérieuse » qu'il signe au nom du secrétariat de la JEC — l'une des associations étudiantes dans lesquelles il a milité — à l'âge de 24 ans (dans la revue Économie & Humanisme, fin 1955, aux côtés de l’économiste Alfred Sauvy notamment) : il s'agit d'un article dans lequel il propose avec enthousiasme et conviction une véritable révolution pour l'école — plutôt qu'une énième réforme ! —, de manière qu'elle prépare ses élèves… à la vie, tout simplement ! Dans ce premier article (« Pour un enseignement qui prépare à la vie », Revue Économie & humanisme no 94, p. 73-81, novembre-décembre 1955), on le voit déjà aborder en filigrane des thèmes qui lui seront familiers par la suite :
1. La nécessaire interdisciplinarité de l'enseignement : au lieu de spécialiser trop tôt les élèves dans leur cursus scolaire, le jeune Le Moigne suggère plutôt de leur donner une solide culture générale qui leur permettrait de communiquer commodément avec les autres membres de l'entreprise et de la société en général — il s'attaque notamment dans cet article aux insuffisances de l'enseignement professionnel, trop spécialisé selon lui. À ce propos, il cite une phrase de P. Fraysse (« Le producteur est aussi père, citoyen, voyageur, lecteur, spectateur, homme en un mot ») qui est assez révélatrice des thèmes qui ne cesseront de le passionner par la suite.
2. Le lien que l'on gagnerait à créer entre le faire et le savoir : « Nous pensons que le meilleur « consommateur d'information » est celui qui sait être d'abord un « producteur d'information » par l'attitude constamment active qu'il a devant « le fait » (attitude sans laquelle il n'est pas de culture ni même de véritable ouverture) », dit-il à la page 79 de cet article.
3. Ou encore le rôle fondamental de l'information dans la capacité d'un système (d'enseignement, en l'occurrence) à s'adapter et à se transformer : par exemple, il propose de créer un Centre national et des centres régionaux d'informations et de prévisions professionnelles afin d'aider les élèves, leurs professeurs et les employeurs à mieux concevoir leurs actions et leurs orientations futures...

Durant cette période de scolarité, il rencontre Maguy (lors de vacances en Bretagne) qu'il n'épouse qu'après son retour, en avril 1959, de la guerre d'Algérie (il est en effet mobilisé pendant 30 longs mois de service militaire à sa sortie de l’École Centrale), et avec qui il aura 3 enfants (nés en 1960, 1963 et 1965). On peut dire que Maguy a été un soutien affectif et matériel fondamental et indispensable, sur lequel Jean-Louis a toujours pu compter.

### De la carrière d'ingénieur à la systémique
Le jeune ingénieur, au moment d’entrer dans la vie active, s'intéresse de près à la recherche opérationnelle, une « nouvelle science » qui se développe depuis peu et qu'il a découvert en 1954 : elle semble relever de nouveaux défis dans le domaine de l'aide à la décision. La compagnie pétrolière Shell-France l'embauchera à son retour d'Algérie et lui permettra de vivre cette passion en intégrant son équipe de calcul économique et de R.O. après une période de « mise à l'épreuve » dans un service de R&D sur les lubrifiants-moteurs. Il vit cette période avec enthousiasme et progresse rapidement dans la hiérarchie de la compagnie : à 35 ans, il est responsable du Plan Central de Shell-France ; il sera nommé ensuite Directeur de l'organisation logistique pour l'ensemble de la région Sud-Ouest en 1967. Le développement et l'utilisation quotidienne des modèles de R.O. constituent pour lui une expérience grisante, bien qu'il soit conscient du fait que ce ne sont que des modèles parmi tant d'autres qu'il reste encore à imaginer pour aider les responsables d'entreprises à décider en situation complexe.
En 1970, le PDG de Shell-France, qui connaît et apprécie son esprit critique et créatif, lui propose de tenter l'aventure de l'enseignement des « nouvelles sciences du management » à l'Université. Cette proposition si singulière doit être comprise dans son contexte, après les « évènements » de Mai 1968 :  le ministère de l’Éducation Nationale cherche à faire se rencontrer fructueusement le monde des étudiants, des universitaires et de l’entreprise. Il a donc l’idée d’irriguer l'enseignement universitaire par les réflexions que des responsables d'entreprise de haut niveau auraient pu tirer de leur expérience professionnelle et crée pour ce faire un statut de « professeur associé » dans les universités françaises, avec le soutien de la Fondation nationale pour l'enseignement de la gestion des entreprises (FNEGE) (la, dont la création a été appuyée notamment à l’époque par le patronat français). Jean-Louis Le Moigne accepte de tenter l’aventure. Il commence par suivre un programme international de formation aux États-Unis — à Harvard et à la Sloan School of Management du MIT — en 1970-1971, où il rencontrera notamment les professeurs Z. Zannetos et Herbert Simon. De retour d'Amérique, il est nommé « professeur-associé » en novembre 1971 à l'Université d'Aix-Marseille III. En cohérence avec ses activités scientifiques, Jean-Louis Le Moigne convainc les présidents des universités d’Aix-Marseille II et d’Aix-Marseille III de créer une formation commune, la  MMIAGE (Maîtrise des Méthodes Informatiques Appliquées à la Gestion des Entreprises) d'Aix-Marseille dont il prend la direction à sa création en 1985. La portée scientifique, l'originalité et la diffusion nationale et internationale de ses travaux de recherche lui permettent d'être intégré définitivement dans le corps des professeurs d'université en septembre 1986
Cofondateur puis directeur du GRASCE (lors de sa création, ce sigle signifiait Groupe de recherche en analyse de système et calcul économique, mais lorsque Le Moigne en prendra la direction, il proposera de le faire devenir au début des années 1990 le Groupe de recherche sur l'adaptation, la systémique et la complexité économique  — ce laboratoire a toujours été une Unité de recherche associée au CNRS, qui a énormément produit en recherche théorique mais aussi en recherche-action en relation avec le monde des entreprises) à l'Université d'Aix-Marseille III, membre actif de l'Association française pour la cybernétique économique et technique (AFCET) et de nombreux comités scientifiques et d'organisation de revues de recherche de diffusion internationale et de congrès scientifiques internationaux, fondateur et président de l'Association européenne pour la modélisation de la complexité (AEMCX) (aujourd'hui associée avec l'Association pour la pensée complexe présidée par Edgar Morin au sein du réseau « Intelligence de la complexité »), cofondateur et président du club épistémologie de l'Université d'Aix-Marseille III, fervent animateur de groupes de réflexion destinés aux dirigeants et managers d'entreprises, Jean-Louis Le Moigne ne s'est pas contenté de développer des problématiques de recherche originales et prometteuses : il a aussi fourni une énergie considérable pour favoriser la diffusion et l'application de ces recherches dans les domaines les plus divers. Avant son départ à la retraite fin 1997, l’institution lui a attribué le titre de professeur émérite des universités.
Il meurt le 16 novembre 2022, à l'âge de 91 ans.

## Principaux travaux
Ses domaines de recherche privilégiés sont repérables aux travers des titres de ses principaux ouvrages et articles.
- sciences des systèmes (systémique) et sciences de l'ingénierie,
- sciences de la computation (informatique et intelligence artificielle),
- sciences de l'organisation,
- sciences de l'information,
- sciences de la décision,
- sciences de la cognition et de la communication,
- sciences de gestion,
- épistémologie des sciences de la complexité et des sciences d’ingenium.

Jean-Louis Le Moigne a développé l'épistémologie constructiviste à travers son ouvrage en trois tomes Le Constructivisme et Les Épistémologies constructivistes.
Au cours des 25 années pendant lesquelles il aura été enseignant-chercheur, les thèmes de recherche de Jean-Louis Le Moigne ont sensiblement évolué.

### Expérience dans le monde de l'entreprise
Jean-Louis Le Moigne est d’abord marqué par une longue expérience professionnelle dans le monde de l’entreprise, dans le domaine de la Recherche Opérationnelle et de l'informatique de gestion : il était donc tout à fait naturel que ses premières recherches portent sur les Systèmes d'Information et de Décision dans les organisations socio-économiques. Comment les systèmes informatiques (et les systèmes d’information dont ils ne sont qu’une composante) peuvent-ils être conçus et utilisés afin d’améliorer les processus de décision dans les organisations ? Quels rapports entretiennent donc les systèmes d’information et les systèmes de décision ? Mais ces premières réflexions — qu'il continuera à développer par la suite — le conduisent à s’interroger sur la notion de « système » elle-même : s'il existe bel et bien à ce moment-là un « état de l'art » alléchant sur la question — des « approches systémiques » de divers phénomènes sociaux ou techniques à l’analyse de système qui se répand dans le milieu des ingénieurs —, on ne peut toutefois pas conclure à l'existence d'une véritable « théorie des systèmes »... Un nouveau programme de recherche s'amorce ainsi.

### La théorie du Système général
Jean-Louis Le Moigne s'efforce de présenter la théorie des systèmes comme une métathéorie : une théorie de la modélisation (par contraste avec l'analyse) qui consiste à théoriser ses actions (à réfléchir pour mieux agir) comme et par un système en général. La construction de cette métathéorie lui permet notamment de mieux rendre compte des phénomènes informationnels et décisionnels qui l'intéressent toujours vivement — en exploitant avec bonheur les hypothèses de « rationalité procédurale » et de « système de traitement d'information », défendues par Herbert Simon. Au terme de cette réflexion, les systèmes n’apparaissent pas comme étant une propriété spécifique à l’objet étudié, mais comme une représentation commode et pragmatiquement utilisable pour l’action — un méta-modèle, un outil de modélisation qui est plus dans la tête du modélisateur que dans la réalité qu’il modélise... De nouvelles perspectives de réflexion et de recherche s'ouvrent alors.

### Élargissement vers d'autres directions de recherche
La construction de la science des systèmes l'incite en effet à poursuivre ses recherches dans plusieurs directions.
Primo, la théorie des systèmes doit chercher ses fondements épistémologiques ailleurs que dans les orthodoxies positivistes : contrairement à ce qu’affirmait avec enthousiasme Ludwig von Bertalanffy en 1968 (« les systèmes sont partout ! »), nul ne peut démontrer l’existence positive ou objective des systèmes. Pourtant, ce concept peut être considéré comme suffisamment pertinent pour constituer une connaissance « actionnable », pour lier les savoirs et les faires. Il faut donc argumenter et développer des épistémologies alternatives — les épistémologies constructivistes. Ces investigations épistémologiques le conduiront notamment à rencontrer la pensée de Jean Piaget (mais aussi celles, entre autres, de Paul Valéry, Giambattista Vico ou Léonard de Vinci...) et à explorer la riche expérience épistémologique accumulée par les structuralismes.
Secundo, la théorie des systèmes est susceptible de rendre compte des démarches « ingeniériales » en général — l'utilisation de la cybernétique par les ingénieurs en est un témoignage. Les « nouvelles sciences » de l'ingénierie trouvent ainsi de sérieux fondements épistémologiques dans le constructivisme. Cette perspective théorique se conjugue à merveille avec la démarche originale de Herbert A. Simon, qui considère la science des systèmes comme une science de l'artificiel : l'économie, les sciences de gestion, la théorie des organisations (et tant d'autres « nouvelles sciences »...) partagent selon lui peu de points communs avec les sciences de la nature (qui interrogent la réalité à partir de l’hypothèse de nécessité des phénomènes observés), et gagnent en revanche à être appréhendées à la manière des sciences de l'ingénieur — ces sciences qui ont pour but de construire des artefacts évolutifs et contingents aux finalités pour lesquels ils ont été conçus par l’esprit humain, de mettre en œuvre des projets humains pour l'action humaine.
Tertio, la construction de la science des systèmes vise à rendre compte de phénomènes complexes — irréductibles à un modèle analytique, causaliste, déterministe, simple — en perpétuelle évolution. Jean-Louis Le Moigne s'approprie ici avec enthousiasme le « paradigme de la pensée complexe » que cherche à élaborer Edgar Morin depuis 1972, en privilégiant l'hypothèse d'auto-éco-ré-organisation des phénomènes complexes : la théorie des systèmes est en effet une méthode de modélisation qui permet de rendre compte du caractère fondamentalement téléologique, irréversible et récursif des phénomènes autoorganisés, auxquels le modélisateur attribue un certain degré d'autonomie. On débouche ainsi sur ce que Jean-Louis Le Moigne appelle son « Triangle d'or », le triptyque référentiel fondamental dans lequel il puise une inspiration sans cesse renouvelée : Edgar Morin, Jean Piaget et Herbert Simon.
Par ailleurs, il a documenté la querelle des déterminismes (positivisme vs constructivisme) et la dispute des épistémologies constructivistes (projectivismes génétique de Jean Piaget, ingéniérial de Herbert A. Simon, complexe d'Edgar Morin).

### Inspirateurs
Selon ses propres dires, il a été essentiellement inspiré par Edgar Morin, Jean Piaget, Herbert Simon, Gaston Bachelard et Yves Barel. On doit également citer les trois V : Giambattista Vico, Paul Valéry et Léonard de Vinci, auxquels il s'est souvent référé.

### Œuvres
- Les systèmes d’information dans les organisations, 1973, PUF.
- Les systèmes de décision dans les organisations, 1974, PUF.
- (avec D. Carré), Auto-organisation de l’entreprise. 50 propositions pour l’autogestion, 1977, Les Éditions d’Organisation.
- La théorie du système général. Théorie de la modélisation, 1977, PUF. Rééditions en 1986, 1990, 1994 et 2006 sous forme PDF ou epub. Traduction effectuée en portugais.  (ISBN 2-13038-483-8).
- La modélisation des systèmes complexes, 1990, Éd. Dunod. Réédité en 1995.
- Le constructivisme. Tome 1, Les fondements, 1994, ESF éditeur.
- Le constructivisme. Tome 2, Des épistémologies, 1995, ESF éditeur.
- Les épistémologies constructivistes, 1995, PUF, coll. « Que sais-je ? ».
- (avec Edgar Morin), Comprendre la complexité dans les organisations de soins, 1997, ASPEPS Éd.
- Edgar Morin et Jean-Louis Le Moigne, L'intelligence de la Complexité, Paris, L'Harmattan, 1999, 332 p. (ISBN 2-7384-8085-3, lire en ligne).
- Le constructivisme. Tome 1, Les enracinements, 2002, Éd. l'Harmattan.
- Le constructivisme. Tome 2, Épistémologie de l’interdisciplinarité, 2003, Éd. l'Harmattan.
- Le constructivisme. Tome 3, Modéliser pour comprendre, 2003, Éd. l'Harmattan.

### Traductions
- Herbert A. Simon, The science of the artificial, 1969, MIT Press, traduction, La science des systèmes, science de l’artificiel, 1974, EPI éditeurs, Paris. Il en assuré la postface. Cette première traduction a été ensuite rééditée chez Dunod en 1991. En 2004, Jean-Louis Le Moigne a publié aux éditions Gallimard (Collection Folio Essais) une nouvelle traduction de la dernière édition américaine de ce livre de H.A. Simon (la troisième édition, revue et complétée, parue aux États-Unis en 1996, toujours aux MIT-Press). Elle s'intitule Les sciences de l'artificiel. Pour cette nouvelle traduction, Le Moigne a rédigé une nouvelle préface et une postface originale intitulée Quoi de plus naturel que les sciences de l'artificiel ?, ainsi qu'une très intéressante Introduction bibliographique à l'œuvre de H.A. Simon.

### Direction d’ouvrages collectifs
- (avec D. Pascot), Les processus collectifs de mémorisation, Mémoire et organisation, 1980, Librairie de l’Université d’Aix-en-Provence.
- (avec R. Vallée), Les renouvellements contemporains de la théorie de l’information, 1982, AFCET.
- (avec C. Atias), Science et conscience de la complexité, avec Edgar Morin, 1984, Librairie de l’Université d’Aix-en-Provence.
- Les nouvelles sciences : comprendre les sciences de l’artificiel, avec le Pr H. A. Simon, 1984, AFCET éd.
- (avec A. Demailly), Sciences de l’intelligence, sciences de l’artificiel, avec H. A. Simon, 1986, Presses Universitaires de Lyon.
- Intelligence des mécanismes, mécanismes de l’intelligence, 1986, Éd. Fayard.
- (avec J.-A. Bartoli), Organisation intelligente et système d'information stratégique, 1996, Éd. Economica.
- (avec E. Morin), Intelligence de la complexité : épistémologie et pratique, 2007, Ed. de l'Aube.

### Articles dans des ouvrages collectifs
- E. Grochia et N. Szyperski (dir), Information system and organizational structure, 1975, Walter de Gruyter, Berlin – New York.
- Jacques Lesourne, La notion de système dans les sciences contemporaines, 1979, Librairie de l’Université d’Aix-en-Provence.
- J.-C. Arditi, L’avenir de la recherche opérationnelle : pratique et controverses, 1979, Éd. Hommes et Techniques.
- B. Roy (dir), La décision, ses disciplines, ses acteurs, Colloque de Cerisy, 1980, Presses Universitaires de Lyon.
- P. Dumonchel et J.-P. Dupuy (dir), Colloque de Cerisy. L’auto-organisation, de la physique au politique, 1983, Éd. du Seuil.
- R. Nadeau et M. Landry, L’aide à la décision – nature, instruments et perspectives d’avenir, 1986, Presses de l’Université de Laval (Québec).
- Economics and artificial intelligence, 1987, Pergamon Press, Oxford.
- J. Guillerme (dir), Études d'histoire des techniques, 1987, Éd. A. et J. Picard, Paris.
- A. J. Arnaud (dir), Dictionnaire encyclopédique de théorie et de sociologie du Droit, 1988, LGDJ, Paris.
- Encyclopoedia Universalis, Systèmes (théorie des), 1989.
- Colloque de Cerisy. Arguments pour une méthode, autour d’E. Morin, 1990, Éd. du Seuil.
- A.-C. Martinet, Épistémologie des sciences de gestion, 1990, Éd. Economica.
- Universalia 90, Un portrait d'H. A. Simon, 1990, Encyclopoedia Universalis.
- Ph. Boudon (dir), De l'architecture à l'épistémologie, la question de l'échelle, 1991, PUF.
- F. Tinland (dir), Systèmes naturels et systèmes artificiels, 1991, Éd. Champ-Vallon.
- E. Andreewsky (dir), Systémique et cognition, 1991, Éd. Dunod.
- Y. Rey (dir), Systèmes, éthique : perspectives en thérapie familiale, 1991, ESF éditeur.
- Mauro Ceruti (dir), Evoluzione e conoscenza - L'epistémologia genetica di Jean Piaget e le prospettive del costruttivismo, 1992, Pierluigi Lubrina Editore, Bergame.
- F. Le Gallou et B. Bouchon-Meunier (dir), Systémique, théorie et application, 1992, Éd. Lavoisier.
- D. Bourcier et J.-P. Costa (dir), L'administration et les nouveaux outils d'aide à la décision, 1992, Éd. STH.
- Universalia 92, Un portrait d'Edgar Morin, 1992, Encyclopoedia Universalis.
- Musée d'Ixelles, L'ère binaire, nouvelles interactions, 1992, Éd. Ludion, Belgique.
- Système et paradoxe, autour de la pensée d'Yves Barel, 1993, Éd. du Seuil.
- H. Greppin (dir), Some physicochemical  and mathematical tools for understanding of living systems, 1993, Éd. de l'Université de Genève.
- Communication et organisation. Les relations publiques face à la théorie, 1993, Éd. ISIC, Université de Bordeaux.
- B. Burgenmeier (dir), Economy, Environnement and Technology, a socioeconomic approach, 1994, Éd. M. E. Sharpe pub., Armonk, NY.
- M. Elkaïm (dir), La thérapie familiale en changement, 1994, Les Empêcheurs de penser en rond.
- K. Zreik et B. Trousse, Organisation de la conception, 1995, Éd. Europia, Paris.
- Jean-Claude Passeron (dir), Le modèle et l'enquête. Les usages du principe de rationalité dans les sciences sociales, 1995, Éd. de l'EHESS.
- H. Pogam-Moisy (dir), Le neuromimétisme : épistémologie, neurobiologie, informatique, 1996, Éd. Hermès.
- Penser le futur, 1996, Éd. PSA Peugeot-Citroën.
- J. Mallet (dir), L'organisation apprenante, t. I : L'action productrice de sens, 1996, Éd. de l'Université de Provence.
- J. Mallet (dir), L'organisation apprenante, t. II : Faire, chercher, comprendre, 1996, Éd. de l'Université de Provence.
- M. Bastide  (dir), Signals and images, 1997, Kluwer Academic Publishers, Netherlands.
- P. Petit (dir), L'économie de l'information, les enseignements des théories économiques, 1998, Éd. La Découverte.
- Ch. Roland-Lévy et Ph. Adair (dir), Représenter et raisonner les comportements socioéconomiques, 1998, Éd. Economica.
- GRASCE, Entre systémique et complexité, chemin faisant... Mélanges en l’honneur du Professeur Jean-Louis Le Moigne, 1999, Éd. PUF.
- D.Lecourt (dir), Dictionnaire de philosophie et d'histoire des sciences, 1999, Éd. PUF.
- D. Bourcier, Savoir innover en droit : systèmes, concepts, outils. Hommage à Lucien Mehl, 1999, La Documentation Française.
- Pierre Thibaud (dir), Pensée, la trace, Valéry - Varia. Mélanges à la mémoire de Simon Lantiéri, 2002, Éd. l'Harmattan.
- E.Morin (Dir) Relier les connaissances, le défi du XXIe siècle, 1999, Ed du Seuil.
- D. Bourcier, P. Hassett (dir), Droit et intelligence artificielle - Une révolution de la connaissance juridique, 2000, Éd. Romillat.
- P.Signorile (Dir.)  Hommage à Simon Lantiéri, philosophe et humaniste, 2001, Publications de l’Université de Provence.
- C. Guillaumin, (coord), Actualité des Nouvelles Ingénieries de la formation et du social, 2002, Éd. l’Harmattan.
- Françoise Kourilsky (dir), Ingénierie de l’Interdisciplinarité, un nouvel esprit scientifique, 2002, Éd. l’Harmattan.
- Agir et penser en complexité avec Jean-Louis Le Moigne : Témoignages de mises en actes, L'Harmattan, 2012,  (ISBN 2296965407)

### Préfaces, postfaces et avant-propos d’ouvrages
- Congrès AFCET, (Avant-propos), Modélisation et maîtrise des systèmes techniques, économiques et sociaux, 1978, Éd. Hommes et Techniques.
- Y. Tabourier, (Préface), De l'autre côté de MERISE, Systèmes d'information et modèles d'entreprise, 1986, Éd. d'organisation.
- J. Brossier (dir), (Postface), Modélisation systémique et systèmes agraires, 1990, Éd. de l'INRA.
- G. Nizard, (Avant-propos), Les métamorphoses de l'entreprise : pour une écologie du management, 1990, Éd. Economica.
- P. Bourgine et B. Walliser (dir), (Avant-propos), Economics and cognitive science, 1992, Éd. Pergamon Press, Oxford.
- Dominique Génelot, (Préface), Manager dans la complexité. Réflexions à l'usage des dirigeants, 1992, Éd. de l'INSEP. Réédité en 1998.
- D. Nanci et B. Espinasse, (Préface avec H. Tardieu), Ingénierie des systèmes d'information avec MERISE. Vers une deuxième génération, 1992, Éd. Sybex.
- B. Ancori (dir), (Préface), Apprendre, se souvenir, décider, 1992, Éd. du CNRS.
- G. Lerbet (dir), (Préface), Construire du sens. Formation et complexité, 1994.
- C. Peyron-Bonjan, (Préface), Pour l'art d'inventer en éducation, 1994, Éd. l'Harmattan.
- J. Caelen et K. Zreik (dir), (Préface), Le communicationnel pour concevoir, 1996, Éd. Europia.
- Jean Deschamps, (Préface), Savoir et/ou pouvoir - essai sur la démarche scientifico-technique, 1996, Éd. des Presses Universitaires de Pau.
- Hervé Cochet, Complexité en formation. Défi... Diversité...Dérive, 1996, Éd. l'Harmattan.
- J.-Y. Prax, (Préface), Manager la connaissance dans l'entreprise, 1997, INSEP Éd.
- M.-J. Avenier (dir), (Postface), La stratégie chemin faisant, 1997, Éd. Economica.
- Michel Adam, (Préface), Les schémas, 1999, Éd. l'Harmattan.
- Jean-Pierre Chanteau, (Préface), L'Entreprise nomade, 2001, Éd. L'Harmattan.
- Jean-Robert Alcaras, Patrick Gianfaldoni, Gilles Paché, (Préface), Décider dans les organisations : Dialogues critiques entre économie et gestion, 2004, Éd. l'Harmattan.
- André Demailly (Préface), Herbert Simon et les sciences de conception, 2004, Éd. l'Harmattan.

### Sources
- Site bibliographique regroupant l'ensemble des publications de l'auteur
- GRASCE, Entre systémique et complexité, chemin faisant... Mélanges en l’honneur du professeur Jean-Louis Le Moigne, 1999, PUF. Textes réunis par le Groupe de recherche sur l'adaptation, la systémique et la complexité économique (GRASCE).
- Site web du Réseau Intelligence de la Complexité (MCX-APC)